# ميخائيل ديفيد وايس
ميخائيل ديفيد وايس (بالإنجليزية: Michael David Weiss)‏ هو محامي أمريكي، ولد في 1967 في كليفلاند في الولايات المتحدة، وتوفي في 2 أكتوبر 1999.